# Benno Lemke

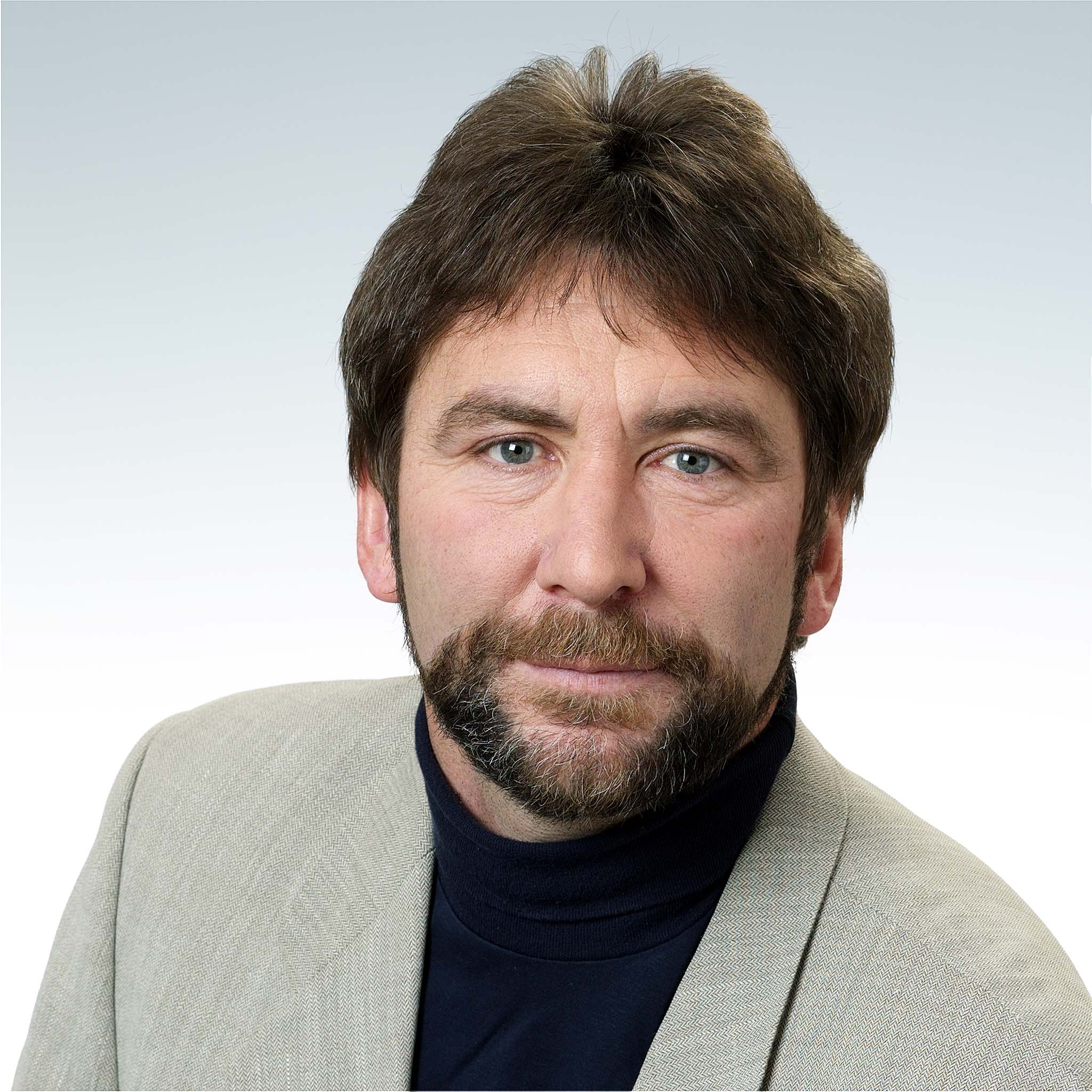
Benno Lemke

Benno Lemke (Stralsund, 17 december 1958 - Erfurt, 12 juni 2010) was een Duitse politicus. 
Lemke behoorde tot Die Linke en was voor deze linkse partij van 1994 tot 1999 en van 2003 tot 2009 lid van de Thüringer Landtag, het parlement van de deelstaat Thüringen, gezeteld in Erfurt. Midden 2010 overleed hij op 51-jarige leeftijd aan de gevolgen van kanker.